# Chibia
Chibia è un municipio dell'Angola appartenente alla provincia di Huíla. Ha 140.564 abitanti (stima del 2006).